# William Robert Robertson

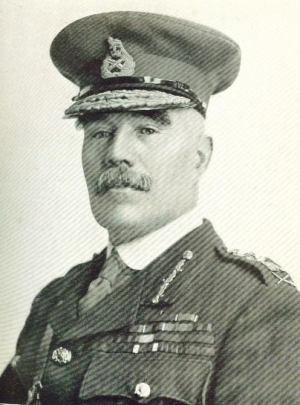
William Robert Robertson.

Sir William Robert Robertson, född officiellt 14 september 1859 (egentligen 29 januari 1860) i Welbourne (grevskapet Lincolnshire), död 12 februari 1933, var en brittisk fältmarskalk. 
Robertson ingick som menig vid kavalleriet 1877, blev officer 1888, generalstabsofficer 1898, överste vid generalstaben 1903, generalmajor 1910, generallöjtnant 1915, general 1916 och fältmarskalk 1920. Han deltog som stabsofficer i Chitralfälttåget 1895, under vilket han blev svårt sårad, samt i boerkriget 1900-1901. Åren 1910-1913 var han chef för generalstabsskolan. Under första världskriget var Robertson generalkvartermästare vid expeditionsarmén till i januari 1915 och generalstabschef till i december samma år, då han blev chef för generalstaben i hemlandet. 
Som sådan utövade Robertson en mycket förtjänstfull verksamhet beträffande särskilt stridskrafternas disposition - han förfäktade energiskt åsikten, att dessa borde så vitt möjligt hållas samlade på västfronten - och krigsstyrelsens omorganisation i väsentliga delar. Han avgick från chefskapet för generalstaben i februari 1918, på grund av meningsskiljaktigheter med krigskabinettet, blev chef för östra generalbefälet (eastern command) och i maj samma år (efter lord French) högste befälhavare i hemlandet. April 1919-maj 1920 var han befälhavare för brittiska Rhenarmén. Robertson blev knight 1913 och baronet 1919, då han även fick en nationalbelöning av 10 000 pund sterling. Sina minnen samlade han i From private to fieldmarshal (1921).